# Porfido (sommergibile)
Il Porfido è stato un sommergibile della Regia Marina.

## Storia
Una volta in servizio fu sottoposto ad un periodo di addestramento intensivo per divenire presto operativo. Comandante del sommergibile era il tenente di vascello Giovanni Lorenzotti. L'unità fu stanziata a Cagliari.
Nell'agosto 1942, nel corso della Battaglia di mezzo agosto, fu tra i sommergibili inviati ad intercettare il convoglio britannico per Malta (operazione «Pedestal») ma non avvistò le unità avversarie.
Il 2 dicembre, di sera, salpò da Cagliari per portarsi in agguato nelle acque prospicienti Bona. Quattro giorni dopo, all'1.50, mentre operava, in superficie, al largo di La Galite, avvistò e fu avvistato dal sommergibile britannico HMS Tigris: quest'ultimo fu più svelto (anche perché era stato il primo ad avvistare l'altro) e gli lanciò una coppiola di siluri. Il Porfido riuscì con la manovra ad evitare una delle due armi, ma l'altra andò a segno, colpendo in corrispondenza del locale motori: il sommergibile s'inabissò in una ventina di secondi posizione 38°10' N e 8°35' E, una novantina di miglia a nord/nordest di Bona.
Scomparvero in mare il comandante Lorenzotti, altri 5 ufficiali e 38 tra sottufficiali e marinai. Lo stesso Tigris provvide al salvataggio degli unici quattro sopravvissuti.
Complessivamente il Porfido aveva svolto 5 missioni offensivo-esplorative e 8 di trasferimento, per totali 4.549 miglia di navigazione in superficie e 473 in immersione.